# توکا-سنگ‌چشم حنایی
توکا-سنگ‌چشم حنایی (نام علمی: Colluricincla rufogaster) گونه‌ای از پرندگان تیرهٔ سردرشتان (Pachycephalidae) است.

## رفتار و بوم‌شناسی
هنگام بررسی سمیت در پرندگان، دو نمونه از این گونه مورد آزمایش قرار گرفتند. یکی از این نمونه‌ها دارای رگه‌هایی از باتراکوتوکسین‌ها (BTXs) بود که مشابه آنچه در ترشحات قورباغه‌های سمی آمریکای مرکزی و جنوبی یافت می‌شد.